# For My Dear...
For My Dear... è un brano musicale della cantante giapponese Ayumi Hamasaki, pubblicato come suo quarto singolo il 7 ottobre 1998. Il brano è il quarto estratto dall'album A Song for ×× ed è arrivato alla nona posizione della classifica Oricon dei singoli più venduti in Giappone vendendo un totale di 74 440 copie.

## Tracce
CD singolo AVDD-20267
1. For My Dear... (Ayumi Hamasaki, Hoshino Yasuhiko)
2. For My Dear... ~Acoustic Version~ (Ayumi Hamasaki, Hoshino Yasuhiko)
3. For My Dear... ~Instrumental~ (Ayumi Hamasaki, Hoshino Yasuhiko)

## Classifiche
| Classifica (1998)           | Posizione più alta |
| --------------------------- | ------------------ |
| Oricon Weekly Singles Chart | 9                  |